# Emmerich Nagy (General)

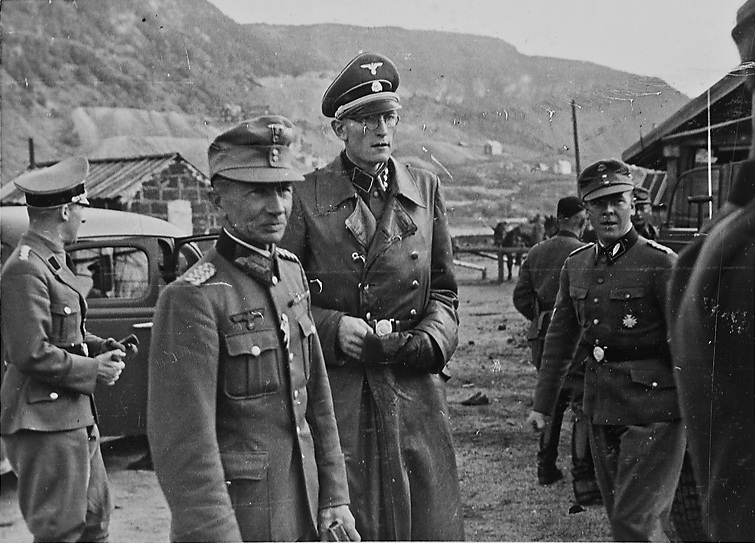
Generalleutnant Emmerich Nagy, Juli 1942

Emmerich Nagy, auch Emmerich von Nagy (* 15. September 1882 in St. Paul ob Ferndorf, Kärnten; † 17. September 1965 in Klagenfurt) war österreichisch-deutscher General der Infanterie, später umgewandelt in General der Gebirgstruppe.

## Leben

### Armeeeintritt und Erster Weltkrieg
Emmerich Nagy trat Mitte 1904 nach seiner Kadettenausbildung an der Infanterie-Kadettenschule Liebenau als Fähnrich in die österreichische Armee ein und wurde Ende 1905 zum Leutnant im 1. k.u.k. Tiroler Jäger Regiment in Wien befördert und wurde anschließend in das 2. Regiment kommandiert. Danach wurde Nagy Ende 1912 dem Generalstabskorps zugeteilt.

### Tätigkeiten im Bundesheer
1914 wurde er als Hauptmann in die Volkswehr und 1920 als Stellvertreter des Stabschefs des 6. Brigadekommandos in das Bundesheer übernommen. Bis 1928 wurde er bis zum Oberst befördert und war Leiter der Heeresverwaltungsstelle Niederösterreich.
1932 trat er in die NSDAP ein und wurde 1934 Generalmajor im Bundesheer. Als solcher wurde er Anfang des Jahres in den zeitweiligen Ruhestand geschickt. Es folgte Mitte 1935 seine Versetzung in die I. Abteilung des Bundesministeriums für Landesverteidigung, dessen Leitung er Anfang 1935 einnahm. Ende 1935 wurde er wegen seiner nationalsozialistischen Gesinnung und aufgrund des Vorwurfs des Landesverrates pensioniert. Er hatte wiederholt vertrauliche Mitteilungen des Staatssekretärs Wilhelm Zehner an den deutschen Militärattaché Wolfgang Muff weitergereicht.

### Übernahme und Tätigkeiten in der Wehrmacht
Anfang 1938 wurde Emmerich Nagy in die Wehrmacht übernommen, zum Generalmajor ernannt und Kommandeur der Heeresdienststelle 20 in Klagenfurt. Er erhielt einen „Wiedergutmachungsbetrag“ von knapp 5.600 RM für die bei seinem „Kampf um die NS-Erhebung Österreichs erlittenen Schädigungen“.
An der Seite des Leiters der Personalkommission, General Wolfgang Muff, war er ab August 1938 als militärischer Sachverständiger beim Prozess gegen die Offiziere des ehemaligen österreichischen Infanterie-Regiment 59 tätig, welche einen Putsch von SA-Männern niedergeschlagen hatten (Lamprechtshausener NS-Putsch).
Im folgenden Jahr wurde er zu Beginn des Zweiten Weltkriegs als Generalleutnant kurzfristig Kommandant von Klagenfurt mit seinem Stab, dem Grenzschutzabschnittskommando 20. Von Ende 1939 bis zur Auflösung des Stabs Anfang 1941 war er als Kommandeur der Division z. b. V. 538 (auch Infanterie-Division 538), in welchem sein ursprünglicher Stab der ehemaligen Heeresdienststelle 20 eingegliedert worden war, an der deutsch-italienischen und deutsch-jugoslawischen Grenze eingesetzt. Bis Mitte 1941 war er stellvertretender Befehlshaber im Wehrkreis XVIII für Kärnten und Krain mit Sitz in Veldes. Anschließend war er 1941/1942 im Stab des Gebirgskorps Norwegen und bis Ende 1942 Kommandant des LXXI. Armee-Korps (71.) in Nord-Norwegen.

### Tätigkeiten in der „Muff-Kommission“
Im Rahmen der sogenannten „Muff-Kommission“, die im August 1938 ihre Tätigkeit aufnahm, gab Nagy z. B. eine negative Beurteilung für Oskar Regele ab und engagierte sich umfassend für Personalfragen in dieser „Kommission“. Ebenso wurde durch die Bewertung von Emmerich Nagy der Generalmajor Eduard Barger (1882–1962) als nicht tragbar eingestuft.
Am 1. August 1942 erfolgte seine Beförderung zum General der Infanterie und Ende 1942 die Umwandlung seines Dienstgrades in General der Gebirgstruppe. Emmerich Nagy wurde am 31. Januar 1943 aus dem Militär verabschiedet.

### Nach dem Krieg
Von 1945 bis 1948 wurde er in der vierten österreichischen Kriegsverbrecherliste geführt, gefangen genommen und nach fast dreijähriger Krankheit wurde der Prozess gegen ihn ohne Entschädigung eingestellt.
Anschließend war er bis ca. 1955 SPÖ-Funktionär für den Wiederaufbau eines österreichischen Heeres.
Er war in erster Ehe mit Sonja Hlavac († 1953) und in zweiter Ehe mit Christine von Grossauer verheiratet.